# Incoronazione

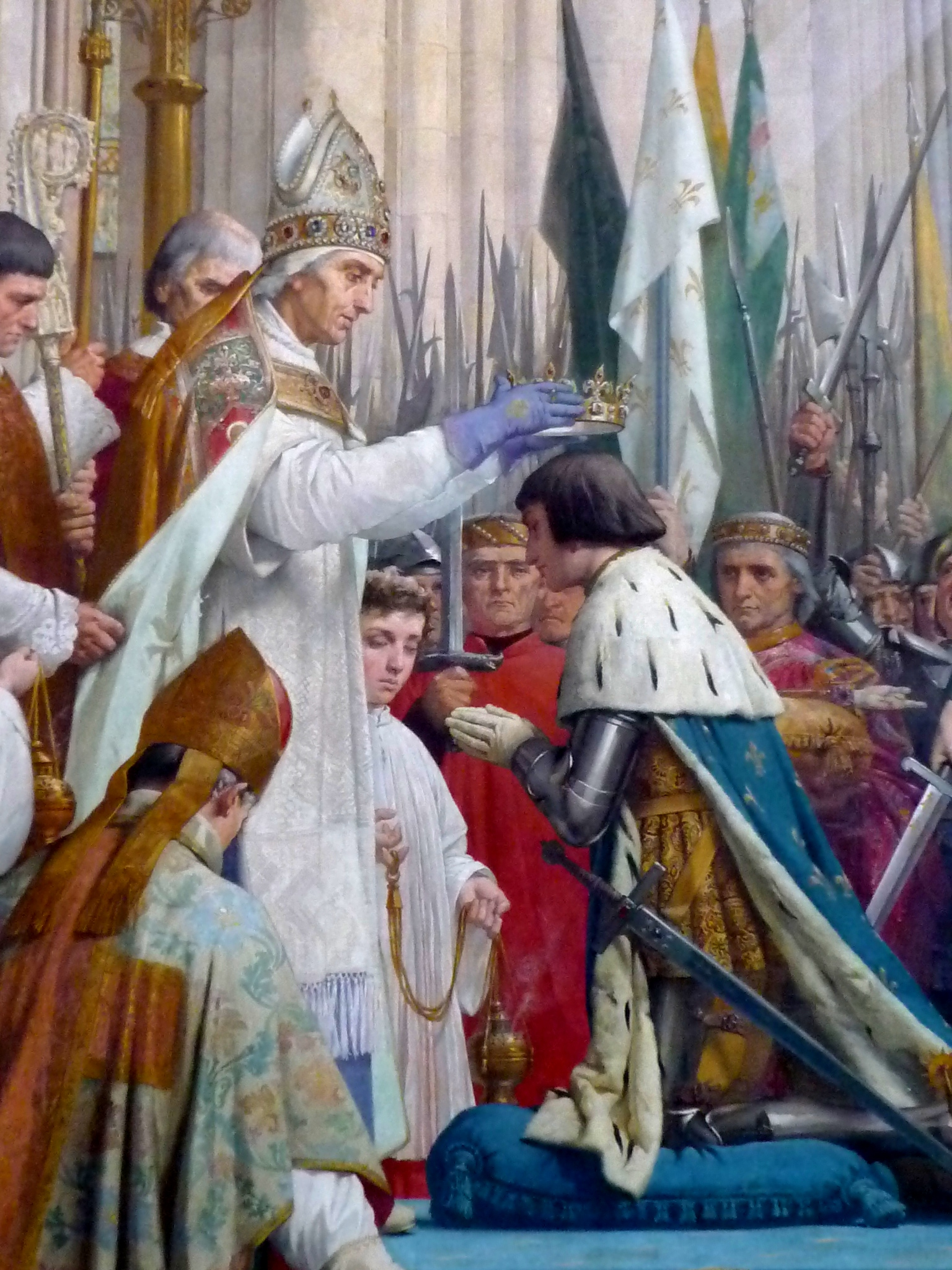
Incoronazione di Carlo VII di Francia (1429)

L'incoronazione è una cerimonia che segna l'investitura di un monarca e l'attribuzione del potere regale attraverso l'imposizione sul suo capo di una corona, unitamente ad altri atti simbolici. Il rito assume valenza religiosa quando è accompagnato dall'unzione del sovrano.

## Antichità
L'origine di questa pratica si colloca in area greco-orientale ed è legata alle solenni cerimonie di consacrazione degli antichi monarchi asiatici. Particolarmente fastose quelle celebrate dai sovrani dell'impero achemenide (VII-IV secolo a.C.), che venivano incoronati con un diadema da un importante sacerdote zoroastriano. Affascinato dalla solennità di questi riti, Alessandro Magno li adottò dopo la conquista dell'Oriente (334-330 a.C.), facendone uno degli elementi caratteristici delle monarchie ellenistiche.

### Imperatori romani
Presso i Romani, l'incoronazione divenne una cerimonia prettamente civile con la quale la repubblica tributava i massimi onori ai generali vittoriosi. Durante i trionfi, i comandanti comparivano in pubblico col capo cinto da una corona d'ulivo, simbolo di vittoria e di virtù eroiche.
L'instaurazione del Principato non cambiò la percezione comune di questi riti: i tradizionali sentimenti repubblicani del popolo romano impedirono l'affermarsi di un rituale d'incoronazione del sovrano, soprattutto per l'eccessivo simbolismo delle insegne regali, come il diadema di stoffa o metallo prezioso impiegato dai monarchi ellenistici.
Tuttavia, sotto l'influenza di antichi riti orientali e per effetto della progressiva sacralizzazione della figura dell'imperatore, l'impiego della corona come simbolo dell'autorità cominciò ad affermarsi anche presso i Romani a partire da Diocleziano (III-IV secolo). Il diadema indossato dagli imperatori di quest'epoca, dotato di un forte senso di sacralità, era spesso di stoffa impreziosita da finissimi ornamenti. Le fonti storiche riportano la descrizione di Costantino che si affaccia in pubblico con un diadema tempestato di pietre preziose, due pendagli che gli coprono le orecchie e una parrucca multicolore arricciata da abili artigiani.
Siamo però ancora lontani dalla definizione di un vero e proprio cerimoniale d'incoronazione. Presso le popolazioni germaniche, come i Goti, e per gli imperatori romani l'investitura avveniva di norma mediante il sollevamento sugli scudi da parte dell'esercito, in qualsiasi parte si trovasse il nuovo sovrano (Costantino ad esempio fu acclamato a York, allora Eboracum). A volte al sollevamento seguiva una sobria incoronazione sul campo, non di rado fatta con un collare portato dai soldati (il torque, in greco maniakis). In alcuni casi l'imperatore riceveva un'ulteriore incoronazione durante una cerimonia più solenne, considerata comunque un rito del tutto accessorio. Ancora da definire restavano inoltre i criteri in base ai quali stabilire a chi spettasse l'onore di incoronare il sovrano: nei primi tempi si ricorse in genere a un personaggio che avesse avuto un qualche peso nella designazione dell'eletto. Nel IV secolo, ad esempio, il prefetto Sallustio Secondo incoronò l'imperatore Valentiniano proprio perché egli aveva avuto un ruolo di primo piano nella sua elezione. Ma l'imperatore stesso sembrò mostrare una certa esitazione nel ricevere le insegne del potere dalle mani di un suo suddito, senza contare le gelosie sorte in sede di selezione dell'incaricato al prestigioso ruolo. A chi spettasse tale compito e in che modo lo si dovesse svolgere era ancora da definire.

### L'incoronazione a Bisanzio
Il problema fu risolto nel V secolo facendo ricorso al prestigio delle massime autorità religiose. Alla corte di Bisanzio, l'onore dell'incoronazione imperiale fu assegnato al Patriarca di Costantinopoli - sicuramente in occasione dell'investitura di Leone I nel 457, ma forse già con quella del suo predecessore Marciano. Col tempo il rito fu sempre più caratterizzato da grande solennità e magnificenza ed ebbe come sua sede tradizionale la basilica di Santa Sofia.
Secondo le fonti, Leone I depose sull'altare di Santa Sofia la corona ricevuta sul campo dai propri soldati e fu nuovamente incoronato dal patriarca, da quel momento unico depositario di questa altissima funzione. Fase conclusiva della cerimonia d'investitura era l'acclamazione da parte del popolo nell'Ippodromo di Costantinopoli.

## Medioevo: dalla Corona ferrea al Sacro Romano Impero
La centralità dell'incoronazione nella vita degli stati monarchici occidentali si affermò solo in età medievale, come diretta continuazione delle tradizioni romano-bizantine. Trait-d'union fra Oriente e Occidente fu la celebre Corona ferrea, un diadema dalle origini leggendarie carico di significati religiosi e di simbolismi. Secondo la tradizione la lamina di ferro che la circonda al suo interno fu ricavata da un chiodo della Vera Croce di Cristo. La forte sacralità di questo diadema ne fece un segno potente di regalità, tale che il suo utilizzo nelle solenni incoronazioni dei re d'Italia si protrasse anche dopo la fondazione del Sacro Romano Impero. Con gli eredi di Carlo Magno, infatti, si affermò la tradizione della triplice incoronazione: per accedere alla dignità imperiale bisognava ricevere prima la corona di Germania, poi quella d'Italia – la Corona ferrea - e infine, a Roma, quella imperiale dalle mani del papa.
L'incoronazione a re d'Italia generalmente aveva luogo a Pavia (dove si trovava il palazzo Reale) nella basilica di San Michele Maggiore o, più raramente, come narra Galvano Fiamma, a Milano, a fianco della basilica di Sant'Ambrogio: qui il sovrano riceveva la Corona ferrea dopo aver abbracciato una colonna di marmo. Diversamente l'imperatore Corrado III di Svevia fu invece incoronato a Monza nel 1128.
Ma la diffusione in Occidente di riti d'incoronazione propri della monarchia bizantina non è legata soltanto alla Corona ferrea. Celebre fu il battesimo del re dei Franchi Clodoveo I, avvenuta nel 497 a Reims. Secondo la tradizione lo Spirito Santo o un angelo sotto forma di una colomba recò al vescovo san Remigio la santa Ampolla contenente l'olio crismale, con il quale il re fu battezzato. Da allora i re di Francia da Ludovico il Pio fino a Carlo X, furono incoronati a Reims e unti con l'olio della santa Ampolla.
Nella cultura alto-medievale francese, il re diveniva tale solo con l'incoronazione, mentre nella cultura anglosassone diveniva tale subito dopo la morte del predecessore. Ciò spiega probabilmente la rapidità con cui in Francia si procedeva all'incoronazione, che invece in Inghilterra arrivava talvolta dopo mesi, a sancire a livello cerimoniale i poteri già solidamente detenuti del nuovo re. L'incoronazione a pochi mesi di distanza dalla battaglia di Hastings di Guglielmo il Conquistatore, rifletté quindi la cultura dei conquistati.

### L'incoronazione imperiale

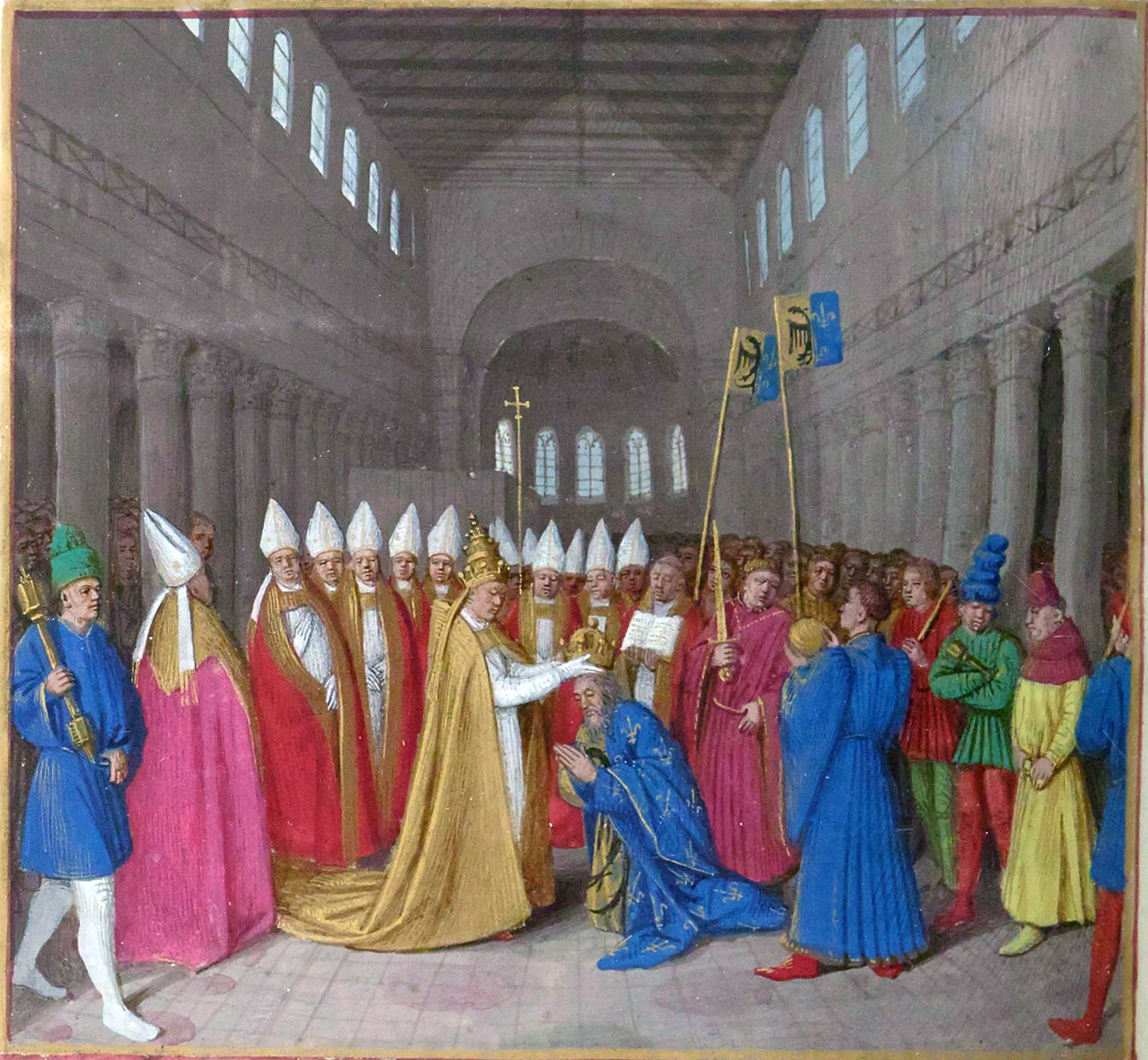
Incoronazione di Carlo Magno a Roma la notte di Natale dell'800

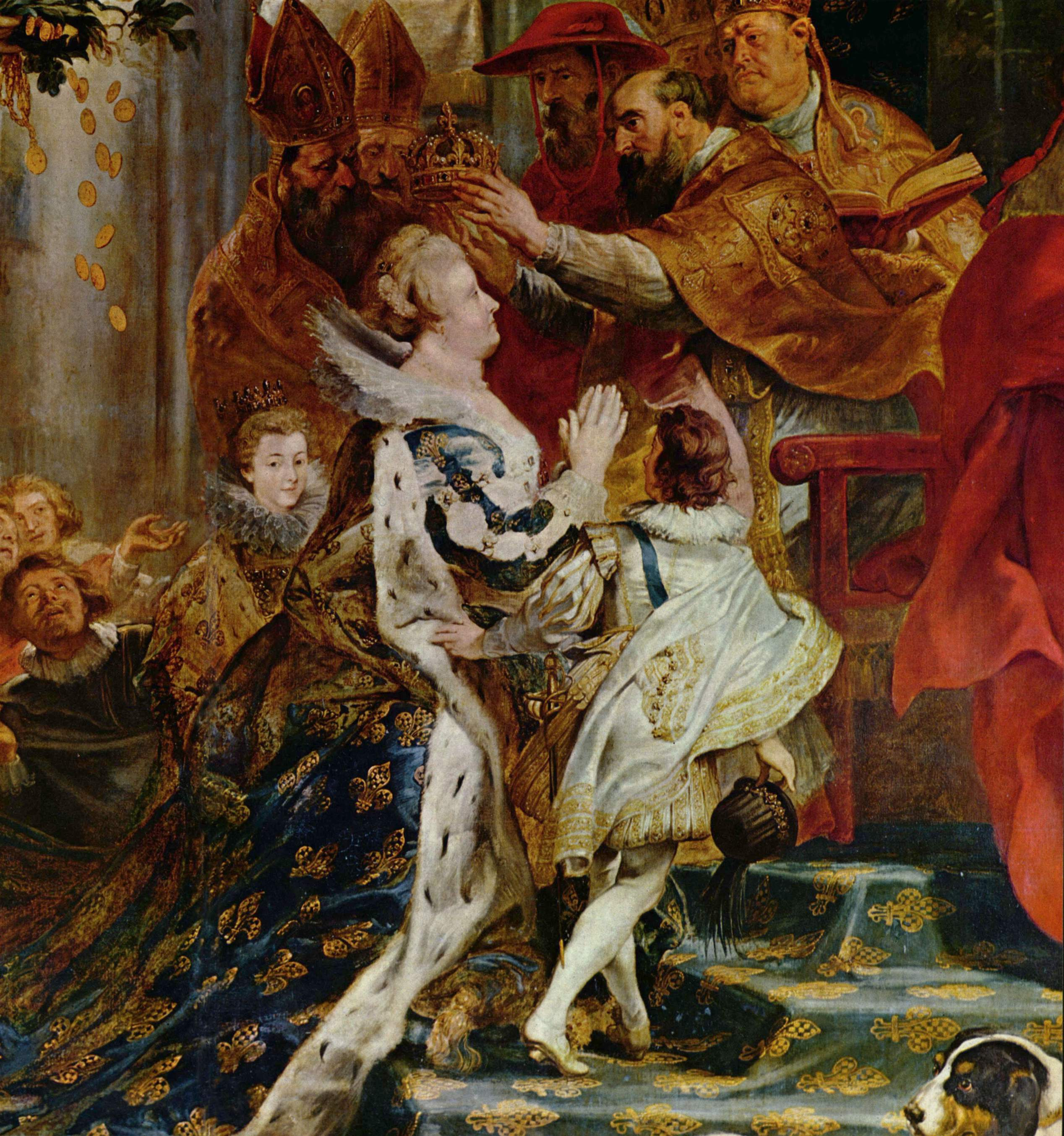
Incoronazione di Maria de' Medici, regina di Francia, a Saint Denis, Parigi, (dettaglio) di Peter Paul Rubens, 1622-1625

La più famosa e significativa incoronazione della storia occidentale resta tuttavia quella di Carlo Magno, avvenuta a Roma la notte di Natale dell'800. Secondo Eginardo, biografo del re dei Franchi, Carlo era assorto in preghiera nella Basilica vaticana quando, inaspettatamente, il papa Leone III cinse il suo capo con una corona, mentre il popolo lo acclamò per tre volte con la formula "A Carlo augusto, coronato da Dio, grande e pacifico imperatore dei Romani, vita e vittoria!". Una svolta storica di portata eccezionale, visto che questa fu la prima incoronazione imperiale celebratasi in Occidente dalla deposizione di Romolo Augusto.
Si tratta di un episodio-chiave su cui gli studiosi ancora s'interrogano, perché è proprio dalle modalità di quel rito che derivarono i successivi conflitti fra l'autorità papale e quella imperiale. In ossequio a questo illustre precedente, le successive incoronazioni imperiali furono tradizionalmente celebrate a Roma secondo lo stesso rituale, il solo in grado di sancire in piena legittimità la consacrazione degli imperatori del Sacro Romano Impero. Esso rappresentò un fondamentale strumento di lotta nelle mani dei pontefici, che se ne servirono per arginare le mire dei sovrani troppo ambiziosi, e fu un costante terreno di trattativa politica fra le due massime autorità dell'Europa medievale.
Rifiutandosi di incoronare gli imperatori, i papi poterono spesso indebolire gli avversari più pericolosi. Ma talvolta, in aperto conflitto con la Santa Sede, i sovrani ricorsero ad altre forme di legittimazione: fu il caso, ad esempio, di Ludovico il Bavaro, che nel 1328 si fece incoronare imperatore in Campidoglio da Sciarra Colonna. La prerogativa dell'incoronazione imperiale fu sottratta ai pontefici proprio nel corso del XIV secolo. Con la definizione dei criteri per l'elezione a imperatore (la Bolla d'oro del 1356 di Carlo IV), l'incoronazione fu trasferita da Roma in Germania e attribuita ai tre Grandi Elettori ecclesiastici, ossia gli arcivescovi di Colonia, Magonza e Treviri.
Dall'ambito imperiale, il rito dell'incoronazione si diffuse anche presso le altre monarchie europee, diventando ben presto il momento di massima identificazione fra il sovrano e la nazione.

## Il monarca incorona sé stesso

L'incoronazione di Napoleone in un quadro di Jacques-Louis David

Travolta dalla rivoluzione, la monarchia francese tornò ai fasti di un tempo con Napoleone Bonaparte, protagonista di una delle più spettacolari incoronazioni della storia europea. La sua consacrazione a Imperatore dei Francesi ebbe luogo nella cattedrale di Notre-Dame, a Parigi, il 2 dicembre 1804, e fu segnata da un gesto clamoroso: Napoleone, dopo la benedizione di Pio VII, prese la corona e se la pose sul capo, dichiarando in tal modo che il suo potere non derivava da nessun'altra autorità. In questo senso, il suo gesto "rimediava" all'errore formale (o trappola, secondo altri) in cui incorse Carlo Magno.
Se nel caso di Napoleone fu un gesto quasi rivoluzionario, in altri ambiti il rituale del monarca che incorona sé stesso fu una prassi consolidata: era questo il caso delle incoronazioni degli Scià di Persia e degli Zar di Russia.

## Le incoronazioni oggi
La maggior parte delle monarchie tuttora esistenti, soprattutto europee, ha di fatto abolito la pratica dell'incoronazione dei nuovi sovrani.
In Spagna l’ultimo sovrano a essere incoronato materialmente fu Giovanni I di Castiglia. Da allora non si pratica un'incoronazione ma un'investitura dove la corona e lo scettro sono comunque presenti come avvenne anche per l’attuale monarca Felipe VI e il precedente re Juan Carlos I.
In Norvegia l'ultima incoronazione risale al 1908, oggi sostituita da un solenne giuramento pronunciato dal sovrano di fronte allo Storting (il parlamento norvegese). Nel 1958, alla sua ascesa al trono, Olav V ha voluto una cerimonia di benedizione del suo regno da parte delle autorità religiose, introducendo così tale pratica in luogo della vecchia incoronazione. Si tratta di una cerimonia molto più semplice, durante la quale la Corona di Norvegia viene esposta sull'altare maggiore anziché essere posta sul capo del sovrano. L'ultima benedizione secondo questo rituale si è celebrata nel 1991 per Harald V e la regina Sonja ed è probabile che si ripeterà ancora per i futuri sovrani.
Anche nei Paesi Bassi l'incoronazione è stata sostituita da un giuramento nell'ambito di una speciale cerimonia d'insediamento svolta di fronte al Parlamento, in cui il sovrano veste il manto rosso e la cappa di ermellino, come quella celebrata in onore nella regina Beatrice nel 1980 (che pure ha sempre indossato corone) e successivamente quella svoltasi con suo figlio e attuale re Guglielmo Alessandro, durante la quale la corona era ai piedi del nuovo re.
In Svezia, invece, l'ultima incoronazione risale al 1873, con Oscar II, mentre l'attuale re Carlo Gustavo XVI nel 1974 è stato intronizzato nella sala del trono del Palazzo reale di Stoccolma sul trono d'argento e col manto di ermellino depoitato su di esso
In Belgio la corona, simbolo dell'autorità regia, è addirittura assente: il monarca prende possesso del trono attraverso un solenne giuramento da lui svolto in tenuta militare di fronte al Parlamento, a sottolineare le prerogative ristrette del sovrano secondo le prescrizioni della costituzione del 1831.
In Danimarca da secoli il re non è incoronato, ma entra in carica dopo una proclamazione svolta di fronte al Consiglio di Stato e poi svolta al balcone del palazzo reale dal primo ministro, come accadde nel 1972 con la regina Margherita II e poi il 14 gennaio 2024 con la proclamazione di suo figlio Federico X, a seguito della sua contestuale abdicazione avvenuta con formale dichiarazione firmata dalla sovrana abdicante in Consiglio di Stato alla presenza del nuovo re e del nuovo principe ereditario ed effettuata pochi minuti prima che il nuovo re comparisse al balcone davanti alla folla assiepante il palazzo reale di Copenhagen. Alla cerimonia segue il giorno successivo la presentazione al Parlamento e il giorno dopo una celebrazione religiosa protestante.
Fra le ultime grandi cerimonie d'incoronazione a cui il mondo ha assistito vanno ricordate quella dello Scià di Persia Mohammad Reza Pahlavi, nel 1967, e quella di Bokassa I, che nel 1977, da presidente della Repubblica Centrafricana, s'incoronò Imperatore del Centrafrica, replicando un rituale simile a quello napoleonico.
Grandi e solenni incoronazioni avvengono tuttora presso le monarchie del Sud-est asiatico, in particolar modo per il sovrani di Thailandia (incoronazione di un monarca thailandese), il sultano del Brunei e il re di Malesia, nonché per il re del Buthan (accompaganata anche da discorsi al Parlamento).
L'incoronazione con una solenne cerimonia religiosa cristiana officiata da vescovi protestanti è praticata per i re di Tonga e da ultimo per il re regnante nella Centenary Church di Nukuʻalofa il 4 luglio 2015 dal reverendo D'Arcy Wood, ministro della Chiesa Metodista australiana, nato a Tonga. Era assistito dal reverendo 'Ahio e dal reverendo Tevita Havea, rispettivamente presidente e segretario generale della Chiesa Metodista di Tonga: durante la cerimonia, Tupou VI è stato unto con l'olio santo, ornato con un anello, con lo scettro e con la corona posta sul capo dal reverendo Wood. È infatti considerato un tabù per qualsiasi tongano nativo toccare la testa del re. Le celebrazioni sono durate per un totale di undici giorni, a partire da una settimana prima della cerimonia
In Giappone il ruolo dell'incoronazione è svolto dalle cerimonie di intronizzazione, una serie di cinque celebrazioni che iniziano con la presentazione all'Imperatore di due dei tre tesori sacri e dei sigilli di stato e subito dopo l'udienza del Primo Ministro, dei Presidenti delle due Camere e del Giudice Capo della Corte Suprema, culminano con una solenne cerimonia di intronizzazione a cui presenziano la Famiglia Imperiale, i rappresentanti dello Stato e importanti figure politiche estere presso il Palazzo Imperiale di Tokyo e terminano con una parata celebrativa e un banchetto di stato.
A esercitare il fascino maggiore restano comunque le incoronazioni dei sovrani del Regno Unito, la cui sede tradizionale è l'Abbazia di Westminster a Londra. Celebrate in pompa magna e secondo rituali antichissimi, queste cerimonie saranno sicuramente replicate in futuro, come segno distintivo della monarchia britannica rispetto alle altre cosiddette monarchie borghesi d'Europa.
L'ultima risale al 6 maggio 2023, durante la quale fu incoronato il re Carlo III, succeduto alla madre Elisabetta II, incoronata il 2 giugno 1953.

## L'incoronazione papale

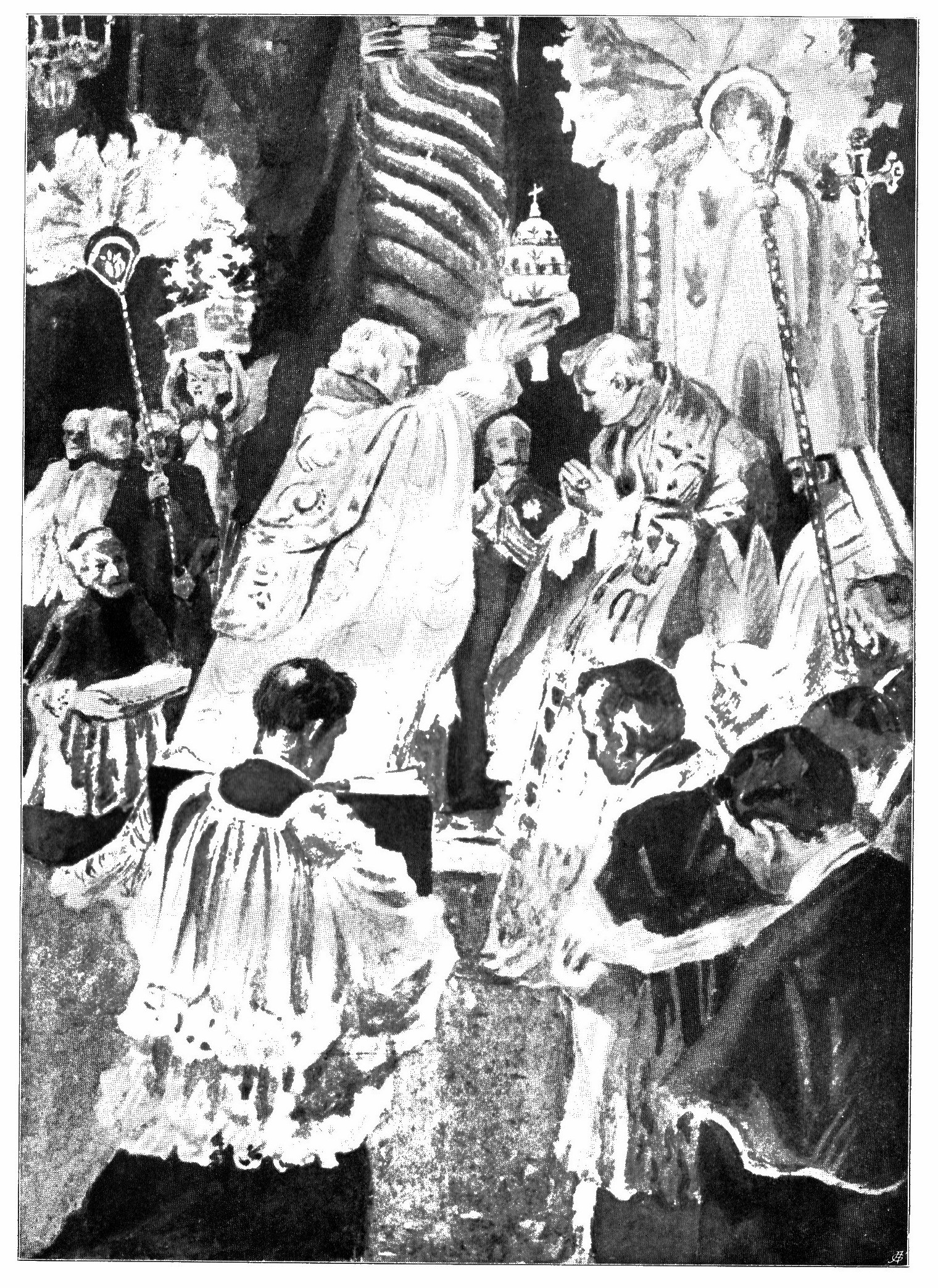
Il cardinale Luigi Macchi incorona papa Pio X

Anche i papi della Chiesa cattolica sono stati incoronati per secoli come gli altri monarchi. La tradizione si è affermata a partire dal 1305 con Clemente V, ed è stata abbandonata solo nel 1978 per volere di Giovanni Paolo I (l'ultimo papa incoronato è stato quindi Paolo VI).
Il complesso rituale dell'incoronazione pontificia, molto solenne e ricco di simbolismi, prevedeva, fra le altre cose, che durante l'avvicinamento all'altare della basilica di San Pietro il corteo si fermasse tre volte: ciascuna volta si spegneva una stoppa posta su un'asta metallica, mentre il Cardinale protodiacono pronunciava la famosa formula Beatissime pater, sic transit gloria mundi (Beatissimo padre, così passa la gloria del mondo), a significare la provvisorietà di tutte le cose terrene.
Questo ricordo della morte durante una cerimonia solenne deriva dalla tradizione dei trionfi romani, quando al generale vittorioso veniva ricordata la sua ineluttabile condizione di mortale. Un gesto analogo fu adottato anche dal rituale bizantino, nel quale l'imperatore in solenne processione baciava un sacchetto contenente polvere di sepolcro.

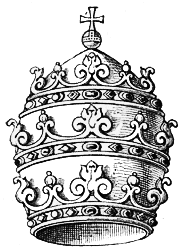
La tiara papale

### Abbandono della pratica dell'incoronazione papale
Nel corso del Concilio Vaticano II, papa Montini decise di non indossare più il triregno (o "tiara") nei pochi momenti liturgici in cui esso era ancora utilizzato, ma di venderlo e impiegarne il ricavato in opere di bene. Sul suo esempio, nessuno dei successori ha voluto più indossarlo. Con le nuove disposizioni emanate da papa Benedetto XVI il 20 aprile 2005 nell'Ordo rituum pro ministerii petrini initio Romae episcopi è stata abolita la solenne incoronazione del nuovo Pontefice con la tiara, già caduta in disuso per decisione di papa Giovanni Paolo I.

## Modalità dei riti d'incoronazione
Oggetto centrale dell'incoronazione è la corona, la quale tuttavia non è l'unico emblema regale impiegato durante il rito. L'assunzione dell'autorità sovrana è rappresentata anche dal globo crucigero – una sfera raffigurante il mondo sovrastato da una croce – e uno scettro. In alcuni casi è registrato anche l'impiego di altri solenni paramenti provenienti dai cosiddetti Gioielli della Corona.

### Valenza religiosa della cerimonia
Il carattere religioso delle cerimonie d'incoronazione scaturisce dall'antica credenza secondo cui il potere monarchico deriva direttamente da Dio, che sceglie il monarca e ne sancisce la legittimità. In un certo senso, è come se la corona fosse imposta sul capo del monarca da Dio stesso. Anche se tale principio di "diritto divino dei re" è ormai caduto in disuso, vi sono ancora sovrani che vengono proclamati tali Per Grazia di Dio, anche se la loro autorità è sanzionata e limitata da una carta costituzionale. Dopo la Rivoluzione francese la formula fu in molti casi modificata in Per Grazia di Dio e per Volontà della Nazione.
Hanno una valenza religiosa l'incoronazione del re britannico e del re di Tonga, entrambi incoronati da arcivescovi di Chiese anglicane.
Una valenza religiosa buddista hanno l'incoronazione del re del Bhutan, del re di Thailandia e del re di Cambogia.

#### Incoronazione del re britannico
Attualmente sicuramente hanno una valenza religiosa l'incoronazione del re britannico, il quale è anche capo della Chiesa di Inghilterra, che avviene dopo un imponente corteo di carrozze e cavalli dal palazzo reale all'abbazia di Westminster, in una solenne cerimonia religiosa cristiana presieduta dall'arcivescovo di Canterbury e divisa in più fasi, secondo un cerimoniale rivisto ed aggiornato ad ogni incoronazione. Dopo l'incoronazione di Carlo III nel 2023 le 5 fasi sono le seguenti:
1. Il riconoscimento del re: il nuovo re è presentato al popolo, una tradizione che risale all'epoca anglosassone. In piedi accanto alla sedia dell'incoronazione di 700 anni, il re si gira verso i quattro lati (i quattro punti cardinali) dell'abbazia ed è proclamato "re indiscusso" prima che alla congregazione venga chiesto di mostrare il proprio omaggio e servizio. L'arcivescovo di Canterbury fa la prima dichiarazione rivolto all'altare maggiore e le dichiarazioni successive sono fatte dalla Dama della Giarrettiera e dalla Dama del Cardo - che rappresentano rispettivamente i più antichi ordini cavallereschi in Inghilterra e Scozia - e un decorato con la “George Cross” dalle forze armate - la più alta decorazione civile del Regno Unito e di altri stati del Commonwealth - in rappresentanza di tutti gli insigniti di tali medaglie. La congregazione grida "God Save the King!" e le trombe suonano dopo ogni riconoscimento.
2. il giuramento del re: al re viene presentata la Bibbia prima di qualsiasi altra insegna regale, per ricordare che il sovrano è chiamato a governare secondo coscienza nel nome di Dio. Un'usanza che risale all'incoronazione di Guglielmo III e Maria II nel 1689. Poco prima del giuramento, l'arcivescovo di Canterbury riconosce le molteplici fedi osservate nel Regno Unito affermando che la Chiesa d'Inghilterra "cercherà di promuovere un ambiente in cui le persone di tutte le fedi possano vivere liberamente". Un'innovazione nel nome di Elisabetta II, che nel 2012 disse espressamente che il ruolo della Chiesa anglicana non è difendere l'anglicanesimo ad esclusione delle altre religioni, ma tutelare il libero esercizio di tutte le fedi nel "Regno Unito". Messaggio che Carlo III ha voluto ribadire pochi giorni prima del funerale della madre.
3. l'unzione del re: la veste cerimoniale del re viene rimossa e il re si siede sulla “Coronation Chair”, la sedia dell'incoronazione per essere unto, sottolineando lo statuto spirituale del sovrano, che è anche il capo della Chiesa anglicana. Il momento dell'unzione, considerato sacro, non viene mostrato: il re è protetto da un paravento realizzato per l'occasione. L'arcivescovo versa l'olio, consacrato a Gerusalemme, dall'ampolla - una fiaschetta d'oro alta 20 cm, risalente al 1661 - sul cucchiaio dell'incoronazione risalente al XII secolo, prima di ungere il Re disegnando una croce sulla testa, sul petto e sulle mani. Prima di essere “unto”, il re recita una preghiera: con l'incoronazione di Carlo III è la prima volta nella storia che questo momento è entrato a far parte del rito.
4. l'investitura e l'incoronazione con la Corona di Sant'Edoardo, con globo, anello e scettro: Al re vengono presentate le insegne regali, simboli del suo potere: il Ggobo d'oro del sovrano, l'anello dell'incoronazione, lo scettro con la croce e quello con la colomba. Quindi, l'arcivescovo posa la corona di Sant'Edoardo sulla sua testa mentre suonano le campane dell'abbazia e le trombe e in tutto il Regno vengono sparati colpi di arma da fuoco. Un saluto di 62 colpi viene sparato dalla Torre di Londra, con una salve di sei cannoni allo Horse Guards Parade. Ventuno colpi sono sparati in altre 11 località nel Regno Unito, tra cui Edimburgo, Cardiff e Belfast, e da navi della Royal Navy schierate. È l'unico momento in cui il re indossa la corona di Sant'Edoardo, che prende il nome da una versione realizzata per il re e santo anglosassone, Edoardo il Confessore. Fu sciolta da Cromwell e ne fu realizzata una simile, ma più grandiosa, nel 1611 per re Carlo II. Carlo III è il settimo monarca a indossarla dopo Carlo II, Giacomo II, Guglielmo III, Giorgio V, Giorgio VI ed Elisabetta II. Pesa oltre 2 kg, ha una cornice in oro massiccio ed è decorata con rubini, ametiste, zaffiri, granati e topazi.
5. intronizzazione: La parte finale della cerimonia vede il re salire al trono. Riceve l'omaggio dell'arcivescovo di Canterbury e poi del principe ereditario, unico duca reale a inginocchiarsi. Poi si leva un "coro di un milione di voci". È una delle novità più importanti introdotte nella liturgia. Per la prima volta i sudditi, ovunque si trovino, saranno invitati a giurare fedeltà al re, sostituendo il giuramento dei pari. In un altro allontanamento dalla tradizione, il clero femminile ha svolto un ruolo di primo piano e i leader religiosi di altre fedi hanno avuto un ruolo attivo.

Dopo l'omaggio, la regina è unta, incoronata e intronizzata con una cerimonia più semplice, anche se non deve prestare giuramento. Le è posta sul capo la corona della Regina Maria, modificata per rimuovere quattro degli otto archi e il diamante Koh-i-Noor.
Il re e la regina consorte scendono dai loro troni ed entrano nella cappella di Sant'Edoardo dietro l'altare maggiore. Qui il re toglie la Corona di Sant'Edoardo e indossa la Corona di Stato Imperiale prima di unirsi alla processione fuori dall'abbazia mentre viene suonato l'inno nazionale.
Il percorso della processione dell'incoronazione dall'abbazia di Westminster fino a Buckingham Palace è lungo 2,29 km. Il re e la regina viaggiano sulla carrozza di stato dorata di 260 anni fa, che è stata utilizzata in ogni incoronazione a partire da quella di Guglielmo IV nel 1831. I principi reali si uniscono alla processione con i loro genitori, in una carrozza dietro la carrozza di stato dorata, realizzata in legno rivestito in foglia d'oro, dal peso di quattro tonnellate.
Quasi 4 mila membri delle forze armate del Regno Unito prendono parte alla più grande operazione cerimoniale militare, insieme con i rappresentanti dei Paesi del Commonwealth che hanno il re britannico come loro capo dello Stato e dei territori britannici d'oltremare. La Royal British Legion fornisce una guardia d'onore composta da cento persone per allineare il percorso della processione in Parliament Square. I monarchi ricevono un saluto reale e tre applausi dal personale militare che è sfilato in parata.
È diventata consuetudine dall'incoronazione di Edoardo VII, nel 1902, che il nuovo monarca saluti la folla in The Mall dal balcone di Buckingham Palace. Nel 1953 al balcone la regina Elisabetta II era stata raggiunta da sua madre, dai figli - il principe Carlo e la principessa Anna - dal marito, il principe Filippo, dalla sorella, la principessa Margaret. Tutti insieme hanno guardato un sorvolo coinvolgendo centinaia di aerei. Re Carlo III e la regina Camilla hanno confermato la tradizione, insieme con i membri della famiglia reale e hanno assistito alla fine delle celebrazioni pubbliche della giornata, che prevede un sorvolo di sei minuti con la partecipazione dei membri dell'esercito, della Royal Navy e della Royal Air Force e che culmina con un'esibizione delle Frecce Rosse.

### Significato dell'incoronazione
L'incoronazione è una mera rappresentazione figurata dell'assunzione della regia potestà da parte del sovrano, ma non è l'atto che ne sancisce l'ascesa al trono. Questo significa che un monarca che accede al trono per diritto (ad esempio, per ereditarietà) assume automaticamente le funzioni connesse alla carica, senza dover attendere l'incoronazione per prendere possesso del proprio ufficio.
È il caso ad esempio di re Edoardo VIII del Regno Unito, il quale abdicò prima che fosse celebrata la sua incoronazione: anche se per meno di un anno, egli fu a tutti gli effetti sovrano del Regno Unito e degli altri domini inglesi. Le leggi britanniche, infatti, stabiliscono che un nuovo monarca accede al trono in maniera automatica nel momento stesso della morte del suo predecessore, per cui la carica non resta mai vacante. La proclamazione del nuovo sovrano avviene già poche ore dopo il decesso del predecessore, in una cerimonia all'aperto in St. James Palace.
In Francia, invece, l'ascesa al trono del nuovo re coincideva con la deposizione del feretro del predecessore nell'Abbazia di Saint-Denis, allorché il duca di Uzès annunciava Le Roi est mort, vive le Roi, cioè Il (vecchio) Re è morto, Viva il (nuovo) Re.
In tutte le moderne monarchie costituzionali l'incoronazione ha anche una valenza costituzionale, perché il re giura anche di osservare la Costituzione di fronte al Parlamento elettivo ed entra pienamente in carica nelle sue funzioni di Capo dello Stato.

## Sedi tradizionali delle principali incoronazioni
L'incoronazione ha luogo di solito nella principale cattedrale o basilica del Paese su cui si esercita l'autorità del sovrano, ma non necessariamente nella città capitale. La sede dell'evento è stabilita dalla tradizione:
- Palermo per i re di Sicilia
- Pavia, Basilica di San Michele Maggiore[5][6] per i re d'Italia
- Reims per i re di Francia
- Aquisgrana, Ratisbona e Francoforte per i re tedeschi
- Praga per i re di Boemia
- Westminster per i sovrani britannici
- Toledo per i re di Castiglia
- Mosca per gli zar di Russia
- Roma per il Sacro Romano Impero e per i papi
- Trondheim per la Norvegia
- Uppsala per la Svezia
- Cracovia - Collina di Wawel - per la Polonia
- Palazzo Imperiale di Kyoto e poi Palazzo Imperiale di Tokyo per il Giappone

## Altri usi del termine
Il termine incoronazione può essere usato anche in senso figurato o ironico, per indicare ad esempio l'elezione incontestata e plebiscitaria di un leader, soprattutto quando determinata già prima della elezione vera e propria. In altri casi, è usato per indicare l'acclamazione ricevuta da un personaggio in una occasione pubblica di rilievo.
Di incoronazione si parla anche a proposito della vittoria di una concorrente a un concorso di bellezza – ad esempio Miss Italia – la quale generalmente viene premiata attraverso le tipiche insegne monarchiche in quanto reginetta di bellezza.